# Acronicta crenulata
Acronicta crenulata är en fjärilsart som beskrevs av Bethune-Baker 1906. Acronicta crenulata ingår i släktet Acronicta och familjen nattflyn. Inga underarter finns listade i Catalogue of Life.